# Xicoténcatl der Jüngere

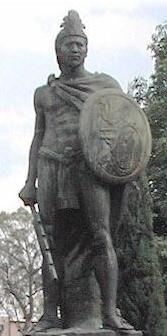
Xicohtencatl Axayacatzin (der Jüngere)

Xicoténcatl der Jüngere († 1521 in der Nähe von Texcoco, Tal von Mexiko) war zur Zeit der spanischen Eroberung Mexikos ein hoher militärischer Anführer der Tlaxcalteken. Er war der Sohn des gleichnamigen Kaziken Xicoténcatl.
Nach ihrer Ankunft in Mexiko 1519 marschierten die Spanier unter Hernán Cortés ins Landesinnere nach Tenochtitlán. Als sie in das von den Tlaxcalteken kontrollierte Gebiet kamen, wurden sie von diesen unter dem Kommando von Xicoténcatl dem Älteren und dem dessen Sohnes am 4. September angegriffen. Die Kämpfe setzten den Spaniern sehr zu, weshalb sie mehrmals um Frieden baten. Zudem strebten sie ein Bündnis mit den Tlaxcalteken gegen die Azteken an. Denn von ihren Verbündeten hatten die Spanier von der tiefen Feindschaft zwischen den Tlaxcalteken und den Azteken erfahren. 
Schließlich erklärten sich die Kaziken von Tlaxcala bereit, spanische Gesandte zu empfangen. Der dort letztlich geschlossene Frieden stieß jedoch auf hartnäckigen Widerstand von Xicoténcatl dem Jüngeren, da er einen Sieg für sicher hielt. Er widersetzte sich selbst der Anweisung seines Vaters, sich zu fügen, und zog sich mit einer Gruppe Kriegern zurück, um einen erneuten Angriff auf die Spanier zu planen.
Einige Tage nach dem Friedensschluss sandte Xicotencátl der Jüngere Träger mit Geschenken, die jedoch den Auftrag hatten, das Lager der Spanier auszukundschaften. Da die Spione aber relativ lang im Lager blieben, schöpfte Hernán Cortés Verdacht. Er ließ die Spione festnehmen und verhören, worauf diese ihren Auftrag gestanden. Dann ließ er einige von ihnen verstümmeln und schickte sie zu Xicoténcatl zurück, dem nichts anderes übrig blieb, als sich vorerst den Anweisungen seines Vaters zu fügen. Dieser schloss daraufhin sogar ein Bündnis mit den Spaniern gegen Moctezuma II.
Während sein Vater die Spanier immer wieder mit Kriegern unterstützte, blieb Xicoténcatl der Jüngere untätig. Nachdem die Spanier nach mehrmonatigem Aufenthalt in der Noche Triste unter hohen Verlusten aus Tenochtitlán fliehen mussten und sich nach Tlaxcala zurückzogen, begann Xicoténcatl erneut, Widerstand zu leisten. Er rief die Bewohner Tlaxcalas offen zum Kampf auf, doch wurde er auf Betreiben seines Vaters und einiger anderer Kaziken festgenommen, gefesselt und vorgeführt. Obwohl der Vorfall in einem heftigen Disput endete, kam er später erneut frei.
Im Frühjahr 1521 unternahmen die Spanier, die Verstärkungen erhalten hatten, einen Feldzug zum Texcoco-See. Zu ihrer Unterstützung kam auch je eine Kriegergruppe aus Cholula und eine aus Tlaxcala, letztere unter dem Befehl von Xicoténcatl dem Jüngeren. Doch als das Korps bei den Spaniern ankam, mussten sie feststellen, dass er sich in der Nacht heimlich nach Tlaxcala abgesetzt hatte. Nach einer letzten erfolglosen Verhandlung ließ Cortés ihn festnehmen und in eine Ortschaft in der Nähe von Texcoco bringen, wo er hingerichtet wurde. Laut Bernal Díaz del Castillo soll der ältere Xicoténcatl sogar selbst Cortés dazu geraten haben.